# Bob Jeter
Robert DeLafayette Jeter Jr., detto Bob (Union, 9 maggio 1937 – Chicago, 20 novembre 2008) è stato un giocatore di football americano statunitense che ha giocato nel ruolo di cornerback nel ruolo di cornerback nei Green Bay Packers e nei Chicago Bears della National Football League (NFL). Al college ha giocato a football all’Università dell'Iowa.

## Carriera professionistica
Jeter fu scelto nel corso del secondo giro (17º assoluto) del Draft NFL 1960 dai Green Bay Packers. Jeter fu membro della squadra dei Packers che vinse il campionato NFL nel 1965 e i Super Bowl I e II. Durante quel periodo, i Packers guidarono la lega per minor numero di punti subiti nel 1965 e 1966, minor numero di yard concesse nel 1964 e 1967 e minor numero di yard passate subite dal 1964 al 1968.
In undici stagioni, Jeter mise a segno 26 intercetti ritornandoli per 333 yard e 2 touchdown. Inoltre ricevette 2 passaggi per 25 yard.

## Vittorie e premi
- (1) Campione NFL (1965)
- Vincitore del Super Bowl (I, II)
- (2) Pro Bowl (1967, 1969)
- Green Bay Packers Hall of Fame

## Statistiche
| Intercetti | 26 |
| Touchdown  | 2  |